# بوبي سميث (رامي الرمح)
بوبي سميث (بالإنجليزية: Bobby Smith)‏ هو رامي الرمح ‏ أمريكي، ولد في 24 يونيو 1982.

## وصلات خارجية
- بوبي سميث على موقع الاتحاد الدولي لألعاب القوى (الإنجليزية)
- بوبي سميث على موقع الدوري الماسي (الإنجليزية)